# Феодор Дафнопат
́Фео́дор Дафнопа́т (греч. Θεόδωρος Δαφνοπάτης; ~ в конце IX века — вторая половина X века) — византийский писатель, ритор, агиограф, историк, богослов, политический деятель, гимнограф.

## Биография
Год и место рождения Феодора Дафнопата неизвестны; из сохранившихся документов известно, что он служил в царском войске, был патрикием, а впоследствии был великим магистром; возвышение Дафнопата произошло при императоре Романе I Лакапине, когда Феодор стал протоасикритом (греч. πρωτοασηκρήτης)— начальником императорской канцелярии (первый секретарь) с 924 по 944 год. После того как императором Византии стал Роман II, Дафнопат получил должность епарха Константинополя. Феодор принадлежал к ближайшему окружению Иосифа Вринги. С приходом к власти Никифора II Фоки Дафнопат был отстранен от этой должности, как считает А. П. Каждан, по-видимому, за близость к Вринге.
Феодор Дафнопат — автор светских и религиозных речей, житий святых (например, преподобного Феодора Студита и великомученика Георгия Победоносца). После Дафнопата сохранились 35 писем, отдельные из которых во фрагментах. Исторический труд Феодора Дафнопата не сохранился. Сохранились проповеди на церковные праздники и похвала преподобному Феофану Исповеднику, эклоги из сочинений святителя Иоанна Златоуста.
Сочинения Феодора Дафнопата помещены в 111 томе Греческой патрологии.
Феодор Дафнопат — автор Памятного слова на перенесение из Антиохии досточтимой и честной руки святого славного пророка и Крестителя Иоанна в Константинополь, которое произошло в 956 году на Богоявление; был установлен праздник в воспоминание этого события, совершавшийся в день Собора Предтечи, на следующий день Богоявления Господня 7 (20) января. Он также написал Канон честныя руки Иоанна Предтечи (Краегранесие: «Творение магистра Феодора Дафнопата») и три стихиры, посвященные этому празднику. Служба была переведена на славянский и совершалась на Руси; она сохранилась в славянской январской служебной Минеи XI—XII века.

## Тексты в русском переводе
- Памятное слово Феодора Дафнопата на перенесение из Антиохии досточтимой и честной руки святого славного пророка и крестителя Иоанна.
- «Страдание славного великомученика Георгия»